# Страх (фильм, 2004)
«Страх» (англ. The Hazing, другое название «Сумерки») — американский комедийный фильм ужасов 2004 года режиссёра Рольфа Канефски. Премьера фильма состоялась 6 марта 2004 года.

## Сюжет
Грядёт Хэллоуин и профессор университета Каппс хочет провести дьявольский ритуал с помощью некой таинственной книги, позволяющей открывать врата в потусторонний мир. В это же время пятеро первокурсников проходят обряд инициации в студенческое братство, исходя из которого они должны выполнить ряд некоторых заданий, в том числе выкрасть определённые предметы. В числе этих предметов имеются портрет Брюса Кэмпбелла и таинственная книга профессора. Таким образом студенты тайно проникают в дом профессора с целью отыскания книги. Девушка Марша заходит в подвал и обнаруживает там самого профессора, стоящего над растерзанным трупом девушки. Вскоре в подвал врывается студент Дуго и после непродолжительной схватки бросает профессора на большой рог. Студенты убегают из подвала.
Однако профессор вовсе не умирает, а вселяется в тело Дуго и начинает преследовать студентов по всему дому.

## В ролях
| Актёр         | Роль            |
| ------------- | --------------- |
| Брэд Дуриф    | профессор Каппс |
| Тиффани Шепис | Марша           |
| Филип Эндрю   | Дуго            |